# Shenzhen Bay Innovation and Technology Centre
El Shenzhen Bay Innovation and Technology Centre es un complejo de rascacielos de oficinas situado en Shenzhen, Provincia de Cantón, China. Su torre más alta (la torre 1) tiene una altura de 311.1 metros y 69 plantas. Su construcción empezó en 2015 y se completó en 2020.